# 금농
금농(金農)은 청나라 시대에 활동한 화가이자 서예가이다. 저장성 항저우에서 태어났으며, 청나라 중기에 등장한 양주팔괴(楊州八怪)의 한 사람이다. 자는 수문(壽門)이며, 호는 동심(冬心), 계류산민(稽留山民), 곡강외사(曲江外史), 심출가암죽반승(心出家盦粥飯僧) 등이다.